# Il lungo, il corto, il gatto
Il lungo, il corto, il gatto è un film del 1967 diretto da Lucio Fulci.

## Trama
Due camerieri, Franco e Ciccio, sono a servizio da una vedova che crede che il suo gatto di nome Arcibaldo sia la reincarnazione del defunto marito. L'animale combina molti danni, ed è fonte di malumore per diversi commercianti della zona, che approfittano della situazione ed addebitano ai due camerieri i danneggiamenti causati a loro dire dal gatto. La situazione cambia quando la padrona muore improvvisamente: a questo punto i due si liberano del gatto, ma alla lettura dal notaio delle ultime volontà della loro ex padrona scoprono che per loro c'era pronto un vitalizio di un milione di lire al mese a testa a condizione di prendersi cura del felino. Vista la situazione, cercano di imbrogliare il notaio presentando un altro gatto, ma per evitare una frode erano già state predisposte diapositive del felino e documenti con tanto di misure e impronte del gatto: i due sono quindi costretti a ritrovare Arcibaldo.

## Produzione
La quasi totalità delle scene in esterno sono state girate nel quartiere romano dell'EUR.